# Károly Hornig

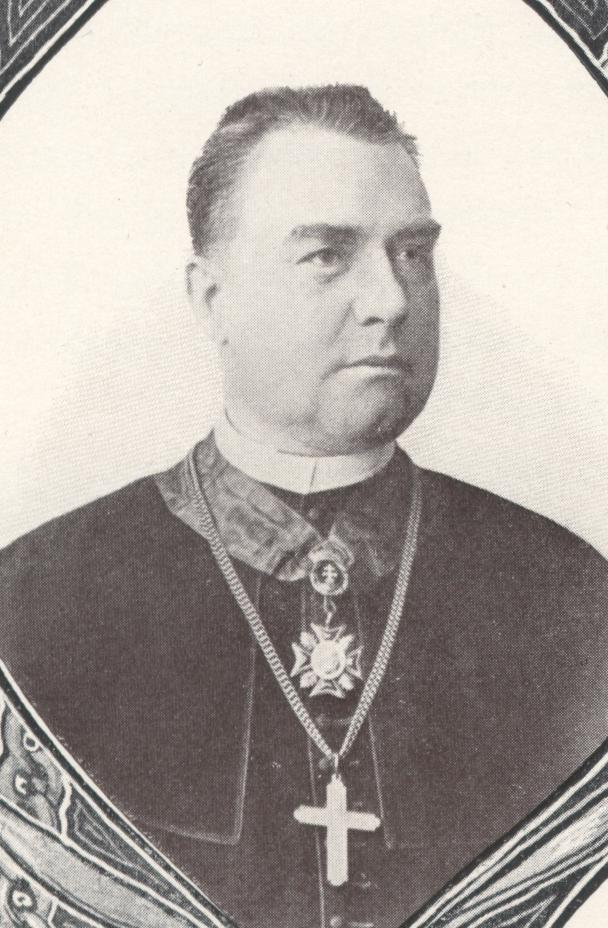
Károly Hornig von Hornburg als Bischof von Veszprém (1900)

Freiherr Károly Kardinal Hornig von Hornburg [ˈkaːroj ˈhorniɡ] (* 10. August 1840 in Buda, Kaisertum Österreich; † 9. Februar 1917 in Veszprém, Österreich-Ungarn) war ungarischer Bischof von Veszprém.

## Leben

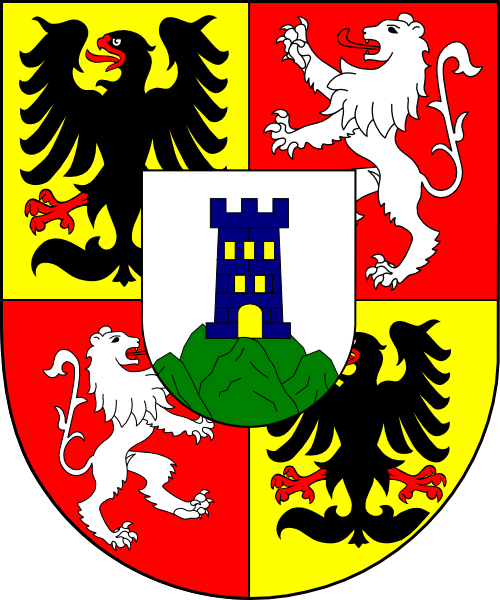
Wappenschild des Kardinals

Károly Hornig studierte in Budapest und Wien Philosophie und Katholische Theologie und empfing im Jahre 1862 das Sakrament der Priesterweihe. Anschließend wurde er Dozent an der Kaiserlichen Universität von Budapest, wo er im Jahre 1869 zum Doktor der Theologie promovierte.
Als Sekretär von Kardinal János Simor nahm er in den Jahren 1869 und 1870 am Ersten Vatikanischen Konzil teil.
Von 1870 bis 1878 leitete er als Rektor das Priesterseminar von Budapest, von 1878 bis 1888 war er Direktor der erzbischöflichen Kanzlei von Esztergom. 1882 erhielt die Ernennung zum Päpstlichen Geheimkämmerer ehrenhalber und zum Titularabt des Klosters von Babocsa.
1888 empfing Hornig durch den Erzbischof von Esztergom János Kardinal Simor die Bischofsweihe und wurde Bischof von Veszprém; Mitkonsekratoren waren Janos Zalka, Bischof von Győr, und Kornel Hidasy, Bischof von Szombathely. Papst Pius X. nahm ihn im Jahre 1912 als Kardinalpriester mit der Titelkirche Sant’Agnese fuori le mura in das Kardinalskollegium auf. Am 30. Dezember 1916 krönte Kardinal Károly Hornig Karl IV. zum König von Ungarn.
Er starb am 9. Februar 1917 in Veszprém und wurde in der dortigen Kathedrale beigesetzt.